# Coronavírus humano NL63
Coronavírus humano NL63 (HCoV-NL63, Human coronavirus NL63) é uma espécie de coronavírus que foi identificada no final de 2004 em uma criança de sete meses com bronquiolite nos Países Baixos. O vírus infectante é um vírus envelopado de sentido positivo com RNA fita simples, que entra na célula hospedeira pelo receptor ECA2. A infecção pelo vírus foi confirmada em todo o mundo e tem uma associação com muitos sintomas e doenças comuns. As doenças associadas incluem infecções leves a moderadas do trato respiratório superior, infecção grave do trato respiratório inferior, crupe e bronquiolite.
O vírus é encontrado principalmente em crianças pequenas, idosos e pacientes imunocomprometidos com doença respiratória aguda. Também possui uma associação sazonal em climas temperados. Um estudo realizado em Amsterdã estimou a presença de HCoV-NL63 em aproximadamente 4,7% das doenças respiratórias comuns. Estudos posteriores confirmaram que o vírus não é um vírus emergente, mas sim um que circula continuamente na população humana.[carece de fontes?] O vírus se originou de civetas (Paradoxurus) e morcegos infectados. As estimativas de sua divergência com o HCoV-229E são de cerca de mil anos atrás: provavelmente circulam em seres humanos há séculos.
Acredita-se que a rota de propagação do HCoV-NL63 seja através da transmissão direta de pessoa para pessoa em áreas altamente povoadas. O vírus pode sobreviver por até uma semana fora do corpo em soluções aquosas à temperatura ambiente e três horas em superfícies secas.

## Sintomas
Os primeiros casos de infecção por HCoV-NL63 foram encontrados em crianças pequenas com infecções graves do trato respiratório inferior internadas em hospitais. Embora a apresentação clínica do vírus possa ser grave, também foi encontrada em casos leves de infecção respiratória. A comorbidade do HCoV-NL63 com outras infecções respiratórias dificultou a identificação dos sintomas específicos do vírus. Um estudo de sintomas clínicos em pacientes com HCoV-NL63 sem infecção secundária relatou os sintomas mais comuns: febre, tosse, rinite, dor de garganta, rouquidão, bronquite, bronquiolite, pneumonia e crupe. Um estudo inicial que investigou crianças com doenças do trato respiratório inferior descobriu que o HCoV-NL63 era mais comumente encontrado em pacientes ambulatoriais do que pacientes hospitalizados, sugerindo que é um vírus de resfriado comum semelhante ao HCoV-229E e ao HCoV-OC43, que geralmente causa sintomas menos graves. No entanto, a alta frequência da crupe é específica para a infecção por HCoV-NL63.